# Elverum

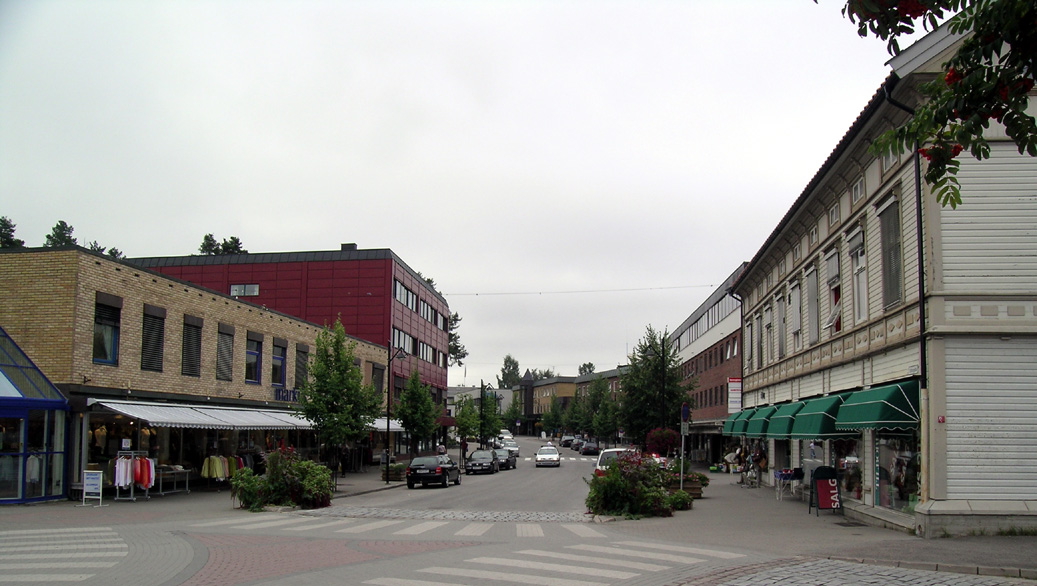
Leiret, con đường chính của thị xã Elverum

Elverum là một thị xã và đô thị ở hạt Hedmark, Na Uy. Nó là một phần của khu vực truyền thống của Østerdalen. Trung tâm hành chính của đô thị này là thị xã Elverum. Đô thị của Elverum được thành lập ngày 1 tháng 1 năm 1838 (xem formannskapsdistrikt).
Elverum nằm ở một ngã tư quan trọng, với Hamar về phía tây, Kongsvinger về phía nam, và Trysil trên biên giới phía đông bắc Thụy Điển. Nó giáp giới về phía bắc với đô thị Åmot, ở phía đông bắc của đô thị Trysil, ở phía đông nam của Våler, và ở phía tây của Løten. 